# Norrisanima miocaena
Norrisanima miocaena és una espècie extinta de cetaci de la superfamília dels balenopteroïdeus que visqué a banda i banda de l'oceà Pacífic durant el Miocè superior, fa entre 7,2 i 11,6 milions d'anys. Se n'han trobat restes fòssils a les formacions de Monterey (Estats Units) i Funakawa (Japó). Es tracta de l'única espècie del gènere Norrisanima. Es calcula que devia fer uns 12,5 metres de llargada, cosa que en fa el balenopteroïdeu primitiu més gros conegut. El nom genèric Norrisanima és una combinació del cognom de Kenneth S. Norris i el seu fill Richard D. Norris, experts en mamífers marins, i de la paraula llatina anima, que significa ‘alè vital’. El nom específic miocaena significa ‘miocena’.